# Begging
Begging är en låt från 2013. Låten framfördes av Anton Ewald i den andra deltävlingen av Melodifestivalen 2013, där bidraget kom till andra chansen och sedan till finalen. Där kom slutligen låten fyra.

## Listplaceringar
| Lista (2013) | Topplacering |
| ------------ | ------------ |
| Sverige      | 3            |
| Turkiet      | 87           |